# Hanelundssjön
Hanelundssjön är en sjö i Uppsala kommun i Uppland och ingår i Norrströms huvudavrinningsområde. Sjöns area är 0,052 kvadratkilometer och den är belägen 68 meter över havet. Vid provfiske har gädda, abborre och ruda fångats i sjön.